# 祥答應
祥答應（？—1773年4月19日），姓名及出身均不詳。清朝乾隆帝之答應。

## 生平
生年不詳，生辰為五月十六日。乾隆十八年七月十五日入宮，初封為祥貴人。乾隆二十三年五月十六日之後，降為祥常在。乾隆二十四年四月初九日，祥常在晉封為祥貴人，同年十一月的金綫宮分檔案中亦有祥貴人之名。
乾隆二十八年五月，端午節凌晨時分，祥貴人位下的幼婢喜格、二妞在值宿時看管鐺火不慎，引致奉三無私殿失火，火勢蔓延至其他地方，令皇五子永琪親自背着乾隆帝逃亡至別處。這場大火直到天剛亮時才被救熄，圓明園殿、九洲清晏殿、清暉閣等地幸免於難，但清暉閣前面的九棵喬松被大火焚毀，內務府以喜格、二妞值宿時，「任意怠玩，不小心謹慎，以致失火延燒，罪無可逭」，將二人發遣打牲烏拉，給披甲人為妻。目前推測祥貴人因看管位下宮女不嚴而被降為祥答應。
祥答應夏例日用黑炭二斤八兩，冬例日用黑炭五斤，少於《國朝宮史》的規定，即答應夏例日用黑炭五斤，冬例日用黑炭十斤。乾隆二十九年十一月二十七日，相關部門收「原祥貴人」物品。乾隆三十八年三月二十八日，祥答應病故，采棺暫安靜安莊，喪葬禮儀依照寧壽宮向答應之例辦理。最終入葬曹八里屯，並未葬入裕陵妃園寢:437。